# Банкс (острів, Британська Колумбія)
Банкс (англ. Banks Island) — острів поблизу узбережжя Британської Колумбії, шостий за розміром острів Канади у Тихому океані. Острів розташований приблизно за 520 км на північ від міста Ванкувера та приблизно за 300 км на півдні від міста Прінс-Руперта.
Площа острова становить 1 005 км². Довжина берегової лінії - 288 км.
Довжина острова 72 кілометри, ширина змінюється від 9,7 до 18 км. Найвища точка – 536 метрів над рівнем моря.
Із заходу острів відділяється через протоку Прінсипі від островів Пітт й Мак-Колі, на сході протокою Гекате, з півдня острови Мельвіла (англ. Estevan Group).
В мові першої нації в регіоні хайді має назву "Ка-а-ал".

## Історія
Острів Банкс було названо в 1788 р. капітаном Чарльзом Донканом  (англ. Captain Charles Duncan) на честь Джозефа Бенкса.